# Толмачёв, Марк Владимирович
Марк Владимирович Толмачёв (род. 1933) — советский и российский киноактёр и кинорежиссёр.

## Биография
Родился 30 июня 1933 года в городе Горьком (ныне Нижний Новгород).
Окончил гидрографическое отделение Ленинградского высшего военно-морского училища в 1954 году, затем — режиссёрский факультет ВГИКа (1965 г., мастерская Ю. Геники).
С 1965 года Толмачёв работал на Одесской киностудии — режиссёр научно-популярного, документального и игрового кино. Также снимался в кино.

## Фильмография

### Роли в кино
- 1965 — «Девчонка с буксира» (короткометражный)
- 1967 — «Сергей Лазо» — эпизод
- 1968 — «Один шанс из тысячи» — эпизод
- 1969 — «Опасные гастроли» — начальник полиции
- 1969 — «Если есть паруса»
- 1981 — «Я — Хортица» — эпизод
- 1990 — «Овраги»

### Режиссёр
- 1965 — «Девчонка с буксира» (короткометражный)
- 1968 — «Золотые часы»
- 1971 — «Синее небо»
- 1973 — «Мальчишку звали Капитаном»
- 1976 — «Меня ждут на земле»
- 1980 — «Что там, за поворотом?»
- 1986 — «Удивительная находка, или Самые обыкновенные чудеса»